# Жеткеншек
Жеткеншек (каз. Жеткіншек) — село в Сузакском районе Туркестанской области Казахстана. Входит в состав Чулаккурганского сельского округа. Код КАТО — 515630400.

## Население
В 1999 году население села составляло 348 человек (165 мужчин и 183 женщины). По данным переписи 2009 года, в селе проживали 392 человека (192 мужчины и 200 женщин).